# Elsholtzia ciliata
Elsholtzia ciliata, conocida comúnmente como bálsamo de limón, bálsamo de Vietnam, menta de limón, menta de Vietnam, en vietnamita: Kinh giới, lá kinh giớirau, rau kinh giới o en chino simplificado, 香薷; pinyin, Xiāngrú, es una especie de planta con flor de la familia Lamiaceae, y es endémica de Asia.

## Distribución
El área de distribución nativa de esta especie se extiende en las regiones templadas de Asia y Malasia peninsular. Se ha introducido en la India y algunas partes de América del Norte Oriental y Europa (Central, Oriental y Septentrional).

## Hábitat
Es una planta anual y crece principalmente en el bioma templado, en colinas, terrenos baldíos, terrazas soleadas, riberas de ríos y bosques en altitudes de 0 a 3 400 m s.n.m..

## Descripción
Son plantas erectas que crecen hasta aproximadamente de 30-50 cm de altura. 
Los tallos son glabros o pilosos, estraminosos, de color marrón púrpura con la edad. 
Los pecíolos de 0.5 a 3.5 cm de tipo alado angosto.
Las láminas de las hojas es de ovalada a elíptica-lanceolada, 3-9 × 1-4 cm, escasamente minúscula híspida, adaxialmente glandular escasamente resinosa, con base cuneada decurrente, margen aserrado, ápice acuminado. Las púas de 2 a 7 × a 1.3 cm, segundas; muchos verticiladores florecieron. 
Las brácteas son ampliamente ovadas a achatadas de 4 × 4 mm, subglabro a puberulento, glandular escasamente resinoso abaxialmente, glabro adaxialmente, ciliado o ciliolado, mucro apical de hasta 2 mm.
El pedúnculo mide 1.2 mm de tipo subglabro y pubescente densamente blanco. 
El cáliz mide 1.5 mm, es pilosa, escasamente glandular por fuera, glabra por dentro, con dientes triangulares, anteriores más largos, en forma de aguja, ciliados. 
Su corola violácea, mide 4.5 mm, es velloso por fuera, escasamente glandular en la parte posterior; la garganta es pilosa y mide 1.2 mm de ancho; labio superior emarginado; lóbulo medio del labio inferior semicircular, lóbulos laterales arqueados, más cortos que el lóbulo medio.
Sus anteras son de color negro a púrpura, estilo incluido. 
Sus frutos son nueces de color marrón amarillento, oblongas y de 1 mm.
Las flores son polinizadas por la avispa asiática (Vespa velutina).

## Usos

### Culinarios
Se utilizan como aromatizante tanto las semillas como las hojas en la gastronomía vietnamita, para condimentar platillos como platos de carne, sopas (como el Bún riêu) y ensaladas (como el Nộm).

### Medicinales
Se utiliza comúnmente en la fitoterapia, ya que se considera carminativo y astringente.

## Cultivo
Se cultiva como planta ornamental. Prefiere suelos húmedos y crece principalmente en laderas rocosas expuestas y otras áreas abiertas con grava.

## Taxonomía
La especie fue descrita inicialmente como Sideritis ciliata por Carl Peter Thunberg y publicada en Systemat Vegetabilium. Editio decima quarta 532, en 1784, actualmente es tanto un sinónimo como el basónimo de esta; y ulteriormente, sería transferida al género Elsholtzia por Nils Hylander en Botaniska Notiser 1941: 129, en 1941.

#### Etimología
Ver: Elsholtzia
ciliata: epíteto latino que significa "ciliada, con flecos de pelos".

## Galería

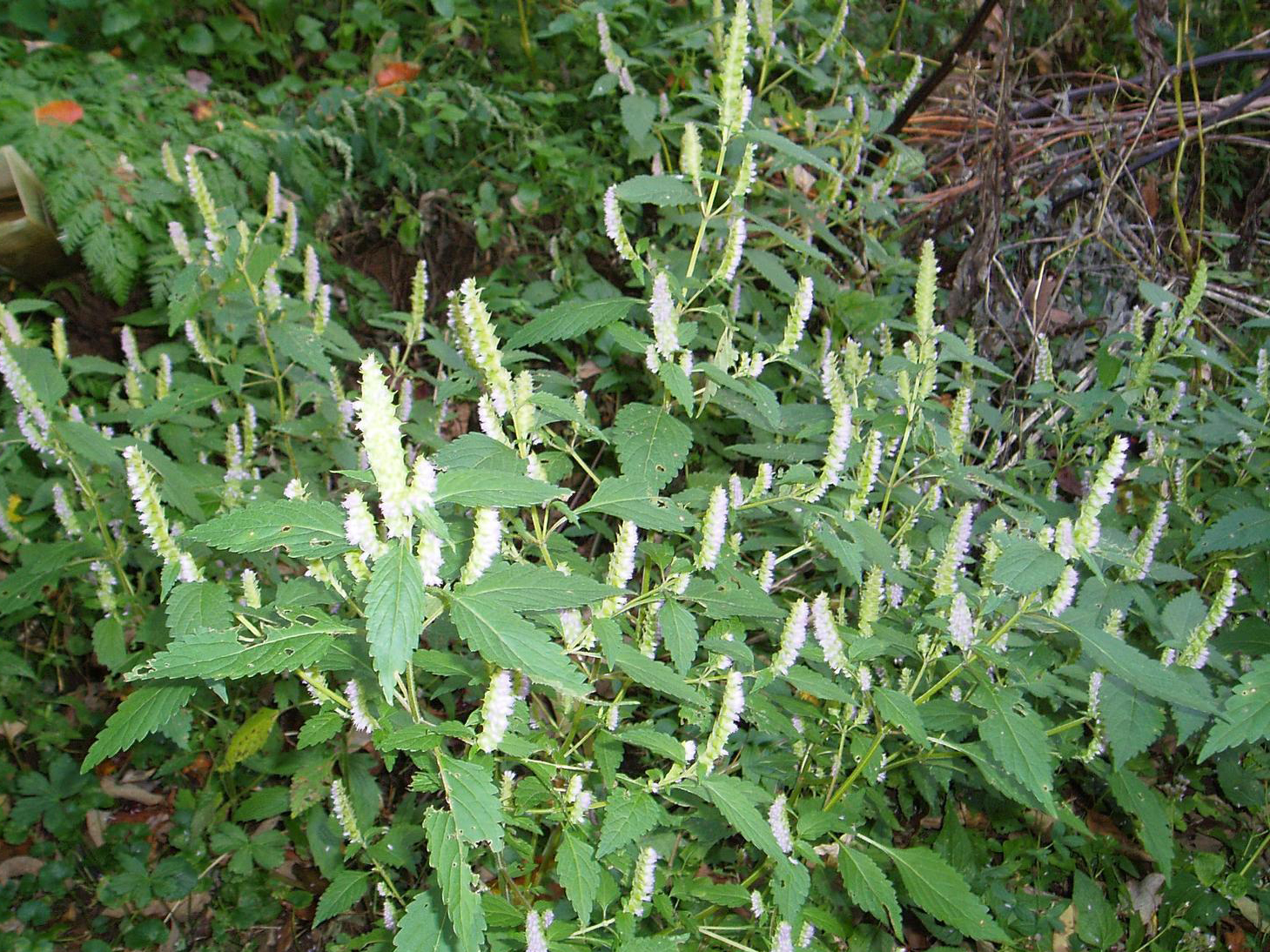
En su hábitat
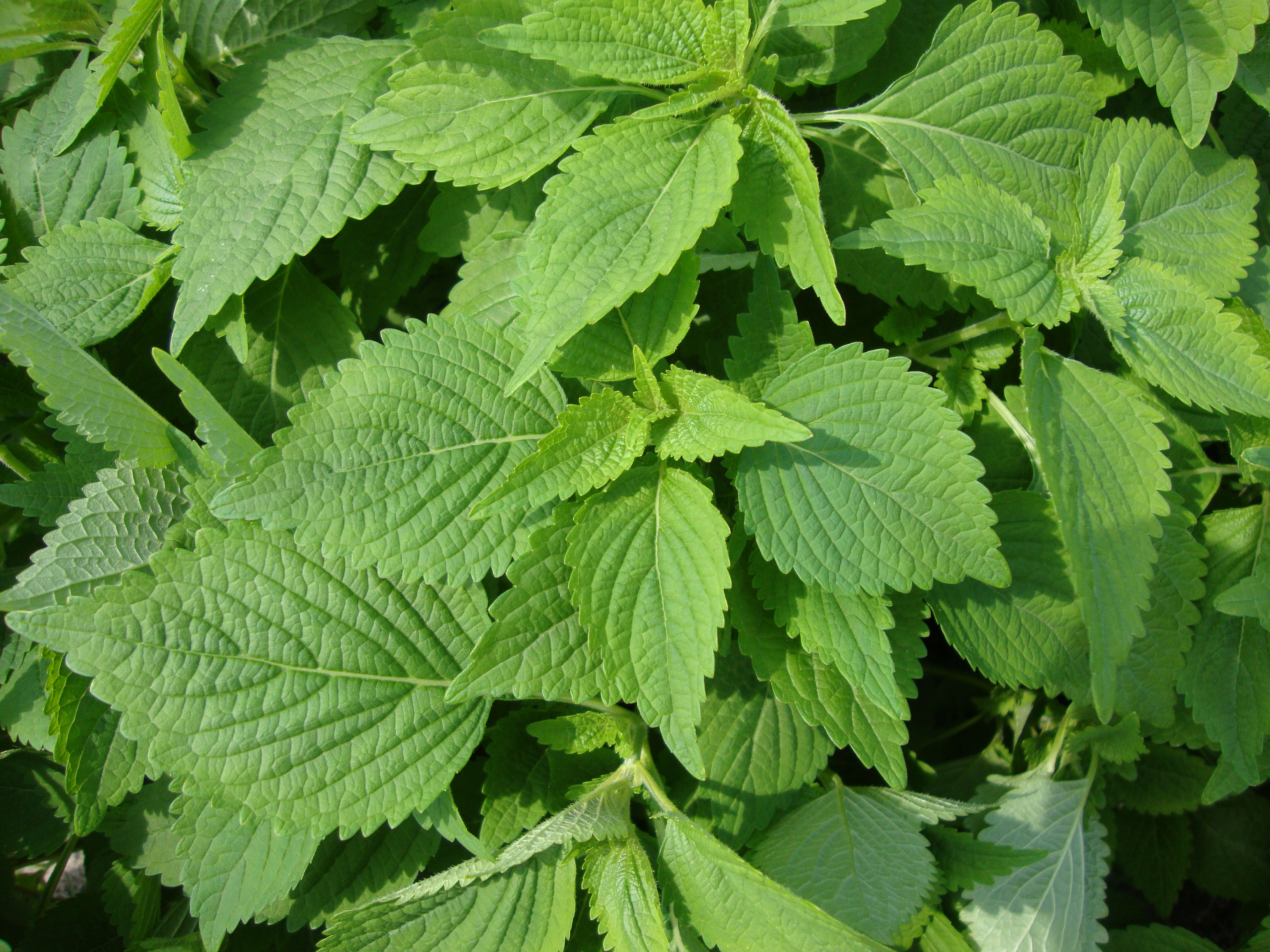
Detalle de las hojas
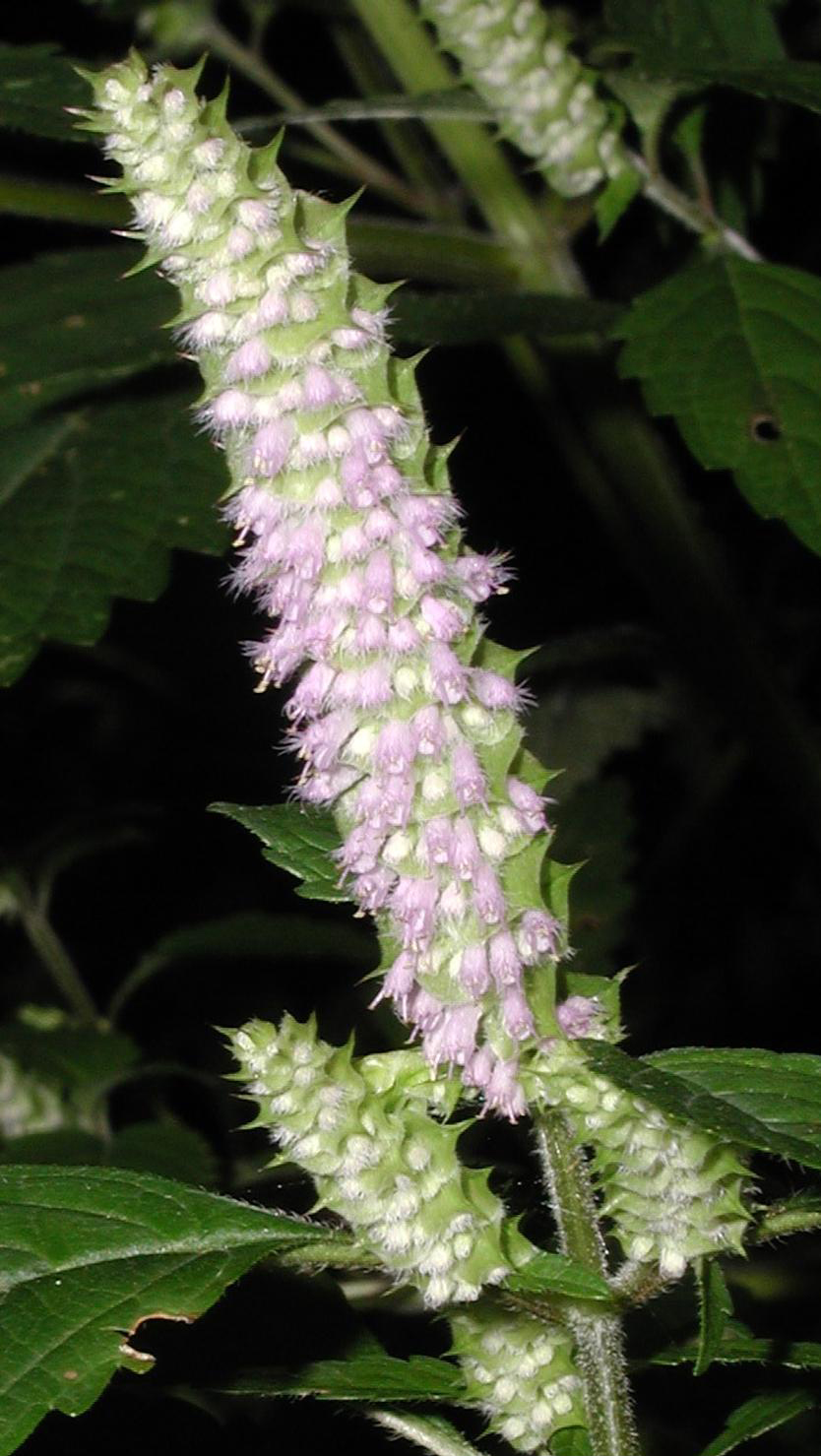
Inflorescencia